# T-28 (char)
 (mai 2017).
Si vous disposez d'ouvrages ou d'articles de référence ou si vous connaissez des sites web de qualité traitant du thème abordé ici, merci de compléter l'article en donnant les références utiles à sa vérifiabilité et en les liant à la section « Notes et références ».
Pour les articles homonymes, voir T-28.
Ne doit pas être confondu avec char T28.
Le T-28 est un char d'assaut moyen soviétique dont le prototype fut prêt en 1931. La production en série commença à la fin de l'année 1932. Son rôle était le soutien de l'infanterie lors de l'attaque de zones défensives fortifiées. Il est conçu pour soutenir le char lourd T-35 avec lequel il partage de nombreux éléments.

## Conception
Le T-28, comme le T-35, met en œuvre la doctrine du char de rupture à plusieurs tourelles, en vogue à la fin des années 1920 et au début des années 1930. La théorie prévoyait que les chars devaient être équipés d'un armement puissant et multiple, capable d'être pointé sur différents objectifs simultanément, pour pouvoir opérer de façon isolée au milieu des lignes de défense adverses. D'une taille plus raisonnable que le T-35, le T-28 possède seulement une tourelle principale armée d'un canon court de 76,2 mm et deux petites tourelles monoplaces permettant d'engager l'infanterie sur l'avant avec une mitrailleuse de 7,62 mm.
Dans la pratique, cette conception de l'emploi des chars montra vite ses limites ; pour servir cet armement multiple, l'équipage était nombreux et isolé dans plusieurs compartiments du char de combat, ce qui, ajouté à l'absence de systèmes de communication internes à l'époque, rendait la coordination de leurs actions difficile. Un autre défaut était d'obliger le char à avoir un vaste volume intérieur, et par là même, de grandes dimensions externes, lui donnant une silhouette trop haute et trop longue. Un accroissement de la protection devenait alors coûteux en termes de masse du véhicule, les surfaces à protéger étant importantes, et on atteignit vite les limites du châssis au niveau de la suspension et de la motorisation. En effet, à la suite de la guerre d'Hiver, les T-28, qui avaient montré leur vulnérabilité contre les défenses de la ligne Mannerheim, virent leur blindage amélioré par le montage de plaques supplémentaires, portant l'épaisseur frontale à 80 mm et latérale à 40 mm ; cependant la masse atteignait déjà 32 tonnes : la mobilité et la fiabilité des chars en souffrirent grandement.
En dépit de sa configuration à tourelle multiple, le T-28 était conçu selon un agencement assez classique : le compartiment avant embarquait le pilote, flanqué des deux mitrailleurs servant les deux tourelles auxiliaires. Derrière eux, au centre, la tourelle principale avec ses trois hommes, enfin un compartiment machine, avec le moteur monté longitudinalement, puis la transmission entraînant les barbotins à l'arrière de la caisse. Les deux petites tourelles avaient un débattement de 165° en azimut, et étaient montées dans des espèces de redan de la caisse, de part et d'autre du poste de conduite, permettant ainsi à la tourelle principale de les surplomber.

## Production

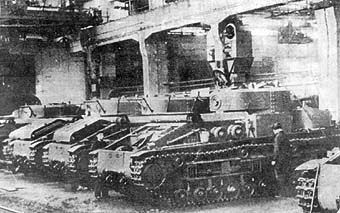
T-28 en production.

Le développement du char commença, en 1931, comme un projet du bureau OKMO (en) de l'usine « Bolshevik » de Léningrad. Menée par N.V. Barykov et N.V. Tzeitz, l'étude déboucha à la fin de l'année sur un prototype dont la tourelle principale était armée d'un canon antichar de 45 mm et d'une mitrailleuse Degtyarev DP 28 ; devant elle deux petites tourelles n'embarquaient, elles, qu'un mitrailleuse DT. La tourelle principale était pointée par un système électrique, une nouveauté pour l'époque. Les essais montrèrent tout de même de nombreux défauts, en particulier au niveau du châssis et de la transmission. Au cours de l'année 1932, les infrastructures de fabrication de chars de l'usine « Bolshevik » furent détachées pour former une nouvelle usine, la no 174, mais celle-ci était pleinement occupée à produire des T-26. On décida donc de confier la production du nouveau char à l'usine « Krasnij Putilovetz » où les différents documents arrivèrent en novembre 1932. Le 25 février 1933, la production débuta et, au 1er mai, douze chars étaient construits et utilisés lors de parades à Moscou et Léningrad. Finalement, le char était officiellement adopté le 11 août par l'Armée rouge, sous la désignation de T-28.
Un groupe d'ingénieurs SKB-2, fut organisé au sein de l'usine, pour les études concernant la fabrication et l'amélioration de l'engin. Malgré un ordre de fabrication de 90 chars, la production à la fin de 1933 n'atteignait que 41 exemplaires. Au total, 503 chars allaient être produits jusqu'en 1940. Les exemplaires de série différaient du prototype par la modification de leur tourelle principale qui avait été réarmée avec un canon de 76,2 mm KT-28 et par une transmission renforcée. En cours de production, le char fut constamment modifié et amélioré, même si les ingénieurs n'arrivèrent jamais à résoudre définitivement le manque de fiabilité du moteur et de la transmission. Un effort particulier fut néanmoins fait pour unifier une bonne partie des pièces avec celles du T-35 : ainsi les deux chars étaient équipés des mêmes tourelles principales et auxiliaires. Une des principales améliorations fut mise en production en 1938 : le canon KT-28 y était remplacé par un L-10 plus long avec 26 calibres, au lieu de 16,5, le moteur était remplacé par un M-17L. Le canon L-10 renforçait de beaucoup la capacité antichar du T-28, la vitesse initiale des obus étant de 555 m/s, lui donnant ainsi plus de pouvoir perforant. Cependant le nouveau canon étant disponible en nombre insuffisant, de nombreux chars continuaient à être armés du KT-28.
- 1931 : 1 prototype
- 1933 : 41 exemplaires
- 1934 : 50 exemplaires
- 1935 : 32 exemplaires
- 1936 : 101 exemplaires
- 1937 : 39 exemplaires
- 1938 : 96 exemplaires
- 1939 : 131 exemplaires
- 1940 : 13 exemplaires

## Emploi opérationnel
Si son emploi en 1941 allait démontrer la faiblesse du T-28 par rapport aux chars modernes, lorsqu'il apparaît au début des années 1930, ce char est sans équivalent au monde. Il est l'un des rares chars moyens employés en unité de combat. À titre de comparaison, l'armée française ne dispose que de FT-17, et la Wehrmacht ne possède aucun char. La propagande soviétique va d'ailleurs l'employer largement comme preuve de la supériorité de son industrie en le montrant à de nombreuses reprises lors de défilés et autres démonstrations de force. Les T-28 et les T-35 sont affectés au régiment de chars de réserve du haut commandement, les dix premiers T-28 étant envoyés au 2e régiment basé à Leningrad (existant depuis 1929) ; par la suite, le nombre de chars livrés augmentant, quatre régiments supplémentaires sont créés à Smolensk, Kiev, Kharkov et  Sloutsk. La composition de ces unités varie régulièrement mais à la fin de l'année 1935, ils regroupent trois bataillons de trente chars T-28 ou T-35. Le 12 décembre de la même année, une réorganisation intervient et les chars lourds et moyens sont regroupés au sein de brigades blindées indépendantes, regroupant des T-28 ou des T-35. Celles équipées de T-28 comprennent trois bataillons de combat, un d'entraînement et un de logistique. Le 21 mai 1936, ces brigades sont de nouveau placées directement sous les ordres du haut commandement. En 1939, il en existe quatre : les 4e, 5e, 10e et 20e brigades. Seule la 5e est mixte, avec à la fois des T-28 et des T-35, les autres sont entièrement dotées de T-28. Les 4e et 10e sont employées lors de l'occupation de la Bessarabie en juin 1940, ce qui constitue le premier emploi opérationnel du T-28. L'expérience de cette intervention provoque une nouvelle fois une réorganisation des brigades qui sont alors transformées en trois bataillons de combat, avec 156 chars soit 117 T-28 et 39 Chars BT.

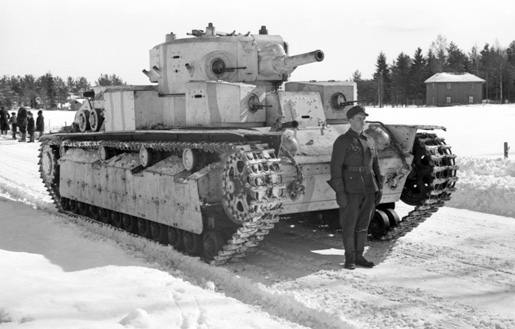
Un des deux T-28 capturés par les Finlandais vers la fin de la guerre d'Hiver (1940).

Le vrai baptême du feu du T-28 intervient en novembre 1939, à l'occasion de la guerre d'Hiver contre les Finlandais. Il est alors utilisé contre les ouvrages de la ligne Mannerheim. Les progrès des armes antichars, constatés dès le début de la guerre civile espagnole, se confirment : leurs unités subissent alors de nombreuses pertes, leur blindage épais de 30 mm se révélant nettement insuffisant alors qu'ils attaquent les bunkers finlandais à bout portant. Pour remédier d'urgence au problème, on improvise un surblindage sur les T-28, donnant naissance aux T-28E, qui se révèlent déterminants dans la rupture finale des défenses finlandaises.

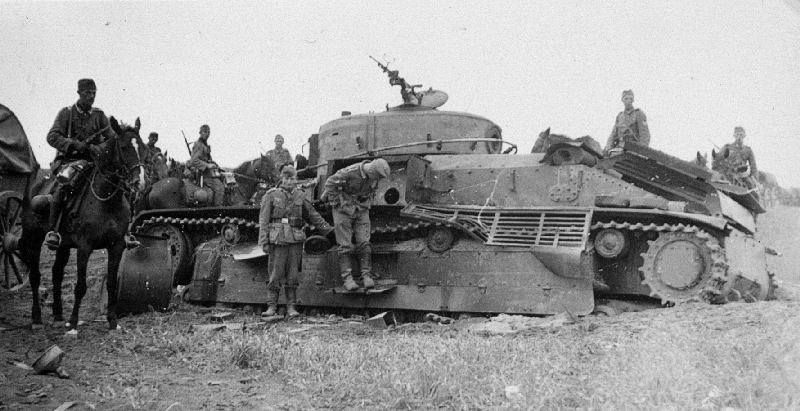
Un T-28 détruit par la Wehrmacht en 1941.

En 1941, lorsque l'Allemagne attaque, de nombreux T-28 sont encore en service, dispersés dans les nouvelles divisions blindées formées à partir de mars 1941. Ce sont loin d'être de mauvais chars, encore mieux armés et protégés que la majorité des Panzers. Néanmoins leurs problèmes récurrents de fiabilité et l'âge de la majorité d'entre eux ne permet qu'un faible taux de disponibilité ; combiné à un mauvais entretien et au manque d'organisation des forces soviétiques, cela les empêche de jouer un rôle majeur. Il arrive cependant parfois que ce blindé pose encore des problèmes aux Allemands, du fait de sa puissance : ainsi, lors de la contre-attaque du 16e corps mécanisé sur Jitomir, le 15 juillet 1941, un peloton de T-28 du 29e régiment blindé, commandé par le lieutenant Vasiliy Sumtzov, parvient à infliger de lourdes pertes à la Wehrmacht, détruisant pas moins de trois chars, sept camions, deux canons antichars et mettant hors de combat plus de cent hommes. Néanmoins, les pertes sont encore plus lourdes et le T-28 disparaît rapidement de l'inventaire de l'Armée rouge qui possède des blindés plus modernes, capables surtout d'un meilleur potentiel d'évolution. Seuls les Finlandais, qui en ont capturé deux pendant la guerre d'Hiver, puis cinq en 1941, continueront à utiliser ce char jusqu'à la fin de la guerre, au sein de l'une de leurs brigades blindées. Un exemplaire sera transformé en véhicule de dépannage en 1944, par le retrait de ses tourelles, et servira jusqu'en 1951,.

## Variantes
- T-28 - Prototype avec une caisse rivetée et armé d'un canon de 45 mm, fin 1931.
- T-28A ou modèle 1933 - Caisse soudée, armé d'un canon de 76,2 mm KT-28[3].
- T-28B ou modèle 1938 - Il possède un canon allongé L-10, plus efficace contre les blindés adverses.
- T-28C ou modèle 1940 - Version avec une tourelle semi-conique.
- T-28E ou modèle 1939 - Blindage amélioré par le rivetage de plaques, masse 32 tonnes.
- T-28V - Char de commandement. Il était identique au T-28A mais équipé d'une radio en plus, l'antenne entourant la tourelle.
- OT-28 - Équipé d'un lance-flammes, quelques exemplaires transformés.
- IT-28 - Version poseur de ponts, idem.
- T-29 - Version expérimentale du T-28 avec adaptation de la suspension américaine Christie.